# 水産基本法
水産基本法（すいさんきほんほう、平成13年6月29日法律第89号）は、水産に関する施策を総合的かつ計画的に推進し、国民生活の安定向上および国民経済の健全な発展を図ることに関する日本の法律である。
戦後の日本の漁業政策は沿岸漁業等振興法に基づいて実施されてきたが、排他的経済水域の設定、漁業者の高齢化、日本近海での漁獲量低下などの社会・経済情勢の変化を受けて、従来の漁業者の生産性・生活水準向上の視点から、水産物の安定供給を目指す視点への政策転換を図った本法律が制定された。
沿岸漁業等振興法が主として中小の漁業者を対象としていたのに対し、本法律では水産物の加工・流通業までが施策の対象に含まれている。なお、この法律の制定に伴い沿岸漁業等振興法は廃止された。

## 構成
- 第一章 総則（第一条 - 第十条）
- 第二章 基本的施策
  - 第一節 水産基本計画（第十一条）
  - 第二節 水産物の安定供給の確保に関する施策（第十二条 - 第二十条）
  - 第三節 水産業の健全な発展に関する施策（第二十一条 - 第三十二条）
- 第三章 行政機関及び団体（第三十三条・第三十四条）
- 第四章 水産政策審議会（第三十五条 - 第三十九条）